# Ulica Prymasa Stefana Wyszyńskiego w Zamościu
Ulica Prymasa S. Wyszyńskiego – w całości dwujezdniowa ulica z rozdzielającym pasem zieleni, która jest jedną z głównych i nowo wybudowanych ulic Zamościa.

## Historia
Wprawdzie ulica ta istnieje na mapie miasta z 1976 roku, ale w rzeczywistości wówczas jej nie było. Została ona wybudowana dopiero ok. 1980 roku z okazji organizowanych dożynek.

### Nazwa
Pierwotnie ulica Długa (obecnie na oznaczeniu stacji transformatorowej obok kościoła Matki Bożej Królowej Polski jest słowo "Długa"), od roku 1980 al. W. Lenina, ostatecznie (po upadku PRL) przemianowana na ulicę Prymasa Stefana Wyszyńskiego, dla uhonorowania bliskiego przyjaciela Jana Pawła II.

## Obecnie
Ulica ta jest jedną z głównych w mieście, z której korzystają nie tylko mieszkańcy Zamościa, ale też Zamojszczyzny oraz podróżnicy poruszający się drogą krajową 74 - ulica stanowi fragment Obwodnicy Śródmiejskiej i jest najkrótszym połączeniem pomiędzy zachodnią, a wschodnią częścią DK 74 w mieście. 
Przy ulicy tej położone są m.in. kościół Matki Bożej Królowej Polski, nowy gmach Sądów Rejonowego i Okręgowego (przeniesionych tu w 2017 roku), Komenda Miejska Policji, centrum handlowe "E.Leclerc" (dawniej CH "Echo", później zmienione w CH "Atrium"), market Biedronka (dawniej PLUS), hipermarket Kaufland (naprzeciwko Policji), hotel "Jubilat". Niemal na całej długości (po północnej stronie) dostępna jest droga dla rowerów.